# Противправност
Уколико неко понашање садржи све елементе прописане у законском опису бића кривичног дела, самим тим је то понашање и противправно - неће постојати противправност ако одређено понашање није предвиђено у закону као кривично дело. Међутим, противправност може бити и искључена, због чега би дело, иако је у закону одређено као кривично дело, изгубило карактер кривичног дела. Управо из тог разлога се противправност, као конститутивни елемент општег појма кривичног дела, одређује негативно, тј. као одсуство основа који искључују противправност.
Утврђивање противправности се врши на основу бића кривичног дела. Пошто су противправност и предвиђеност дела у закону два одвојена елемента у општем појму кривичног дела, нема једног без другог, тј. прво је нужно утврдити да ли су испуњена обележја бића кривичног дела, па тек онда да ли је евентуално искључена противправност. Ако је постојање претходна два елемента из општег појма кривичног дела (радња и предвиђеност у закону) утврђена, противправност се претпоставља, док се постојање неког од основа искључења противправности мора посебно утврђивати у сваком конкретном случају.

## Општи основи искључења противправности
Општи основи искључења противправности се дефинишу као основи који доводе до искључења противправности (па самим тим и кривичног дела) онда када су испуњени одређени услови. Основи искључења противправности се деле у две групе, према томе да ли су изричито прописани кривичним закоником, или то нису.

#### Прва група
У прву групу основа искључења противправности спадају основи предвиђени кривичним законодавством (изричито прописани Кривичним закоником ):
1. Нужна одбрана;
2. Крајња нужда;
3. Дело малог значаја.

#### Друга група
У другу групу основа искључења противправности спадају они основи који нису предвиђени законом спадају они основи до којих се дошло у теорији или их познају страна законодавства, а који, у принципу, нису спорни и могу се примењивати и у нашем праву. То су:
1. Вршење службене дужности
2. Наређење претпостављеног
3. Пристанак повређеног
4. Дозвољени ризик
5. Вршење родитељског права
6. Лекарска интервенција (предузимање медицинских захвата)

1. ↑  „Кривични законик Републике Србије”. Приступљено 22. 01. 2021. године. Проверите вредност парамет(а)ра за датум: |access-date= (помоћ)